# Thomas Seccombe
Thomas Seccombe (1866 — 1923) foi um escritor inglês variado e, de 1891 a 1901, editor assistente do Dicionário de Biografia Nacional, no qual escreveu mais de 700 inscrições. Ele foi educado em Felsted e Balliol College, Oxford, tendo um primeiro em História Moderna em 1889.

## Trabalho
- Twelve Bad Men (1894)
- The Age of Johnson (1900)
- The Age of Shakespeare(com John William Allen (1865-1944), 1903)
- Bookman History of English Literature(com W. Robertson Nicoll, 1905-6)
- In Praise of Oxford(1910)
- Scott Centenary Articles(com WP Ker, George Gordon, WH Hutton, Arthur McDowall e RS Rait, 1932)
- The Dictionary of National Biography (editor assistente)